# Ad Lazonder

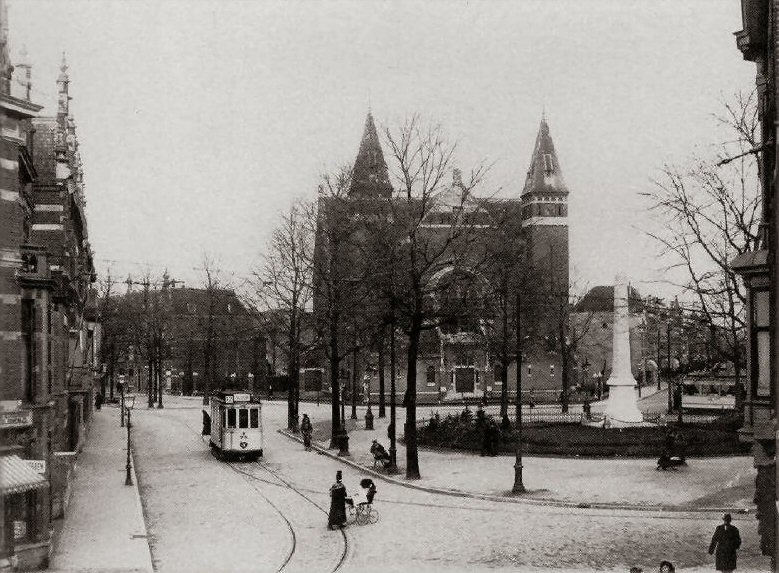
Regentesseplein en -kerk in 1905

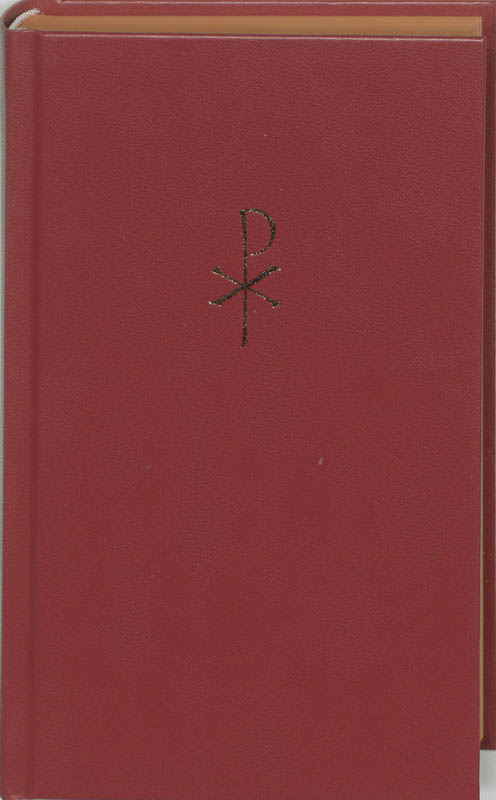
Liedboek voor de Kerken

Adrianus (Ad) Wijnandus Lazonder (Zoutelande, 25 juli 1908 – ’s-Gravenhage, 10 juni 1974) was hervormd predikant en docent godsdienst en vervulde als secretaris en als voorzitter van de Interkerkelijke Commissie voor de Gezangen een belangrijke rol bij de totstandkoming van het Liedboek voor de Kerken.

## Biografie
Lazonder werd op 25 juli 1908 geboren te Zoutelande als zoon van de predikant Daniel Justus Lazonder (1879-1935) en Johanna Cornelia de Leur (1874-1938). Hij was de tweede van drie kinderen. Naast een oudere zus, Gijsbertha (1907-2001), had hij ook een jongere broer, Cornelis (1913-1944). De laatste was in de oorlog gemeentesecretaris van Renesse en werd als een van de Tien van Renesse op zondag 10 december 1944 op gruwelijke wijze terechtgesteld door de Duitse bezetters.
Lazonder studeerde theologie in Utrecht (1928-1934) en was lid van het theologische gezelschap E.A. Borger van het Utrechtsch Studenten Corps (USC). Tijdens zijn studententijd was hij preses van de Utrechtse afdeling van de Nederlands Christen Studenten Vereniging (NCSV), waar hij in 1932 Alida (Ada) Schamhardt (1912-2002) ontmoette. Op 13 maart 1935 trad hij met Ada in het huwelijk. Samen kregen zij 7 kinderen.
Na zijn studie was Lazonder achtereenvolgens hervormd hulppredikant te Amsterdam (1934-1935), Hervormd predikant te Westmaas (1935), Nieuw Vennep (1939) en ’s-Gravenhage (1943-1970). Ten slotte was hij predikant voor buitengewone werkzaamheden: secretaris van de Hervormde Raad voor de Eredienst (1970-1973). In 1973 ging hij met emeritaat. Bovendien rondde hij in dat jaar zijn werkzaamheden voor het Liedboek af. Per augustus 1974 zou hij beginnen als (parttime) predikant in Groenekan. In mei 1974 werd hij echter getroffen door een aneurysma, waaraan hij op 10 juni 1974 overleed.

### Predikant
Tot tevredenheid van zijn vader, kreeg hij zijn eerste beroep in 1935 uit Westmaas, dat bekendstond als een zware gemeente. Het was geen Gereformeerde Bondsgemeente, maar het zat wel in een ring van veel Gereformeerde Bondsgemeenten (zie: Gereformeerde Bond in de Protestantse Kerk in Nederland). Dit zware klimaat viel Lazonder zwaar. Het beroep in Nieuw Vennep in 1939 kwam daarom als een bevrijding. Gedurende zijn predikantschap in Nieuw-Vennep, kreeg hij regelmatig een beroep uit andere gemeenten, waarvoor hij keer op keer bedankte. Totdat er in 1943 een beroep kwam uit Den Haag. Den Haag was zo ongeveer het hoogste wat je in die tijd kon bereiken als hervormd predikant. Met voorgangers als De Vey Mestdagh, Van Gheel Gildemeester en Gravemeyer (zie voor de laatste: Protestantse Unie), was bedanken eigenlijk geen optie, zeker niet voor zo’n jonge predikant. Dus verhuisde het gezin, met inmiddels vier kinderen, midden in de Tweede Wereldoorlog, naar Den Haag, waar hij 27 jaar verbonden zou zijn aan de Regentessekerk (zie: Regentessekwartier).
Vooral de oorlogsjaren in Den Haag waren zwaar voor het gezin Lazonder. Zeker toen in januari 1944 ook nog een tweeling werd geboren. De zware last werd zijn vrouw nog bijna fataal, toen zij in juli 1944 in coma raakte als gevolg van een ontsteking van de hersenen. De coma duurde een dag of vijf, maar haar herstel duurde tot november van dat jaar. De Hongerwinter moest toen nog beginnen. Ondanks de kwetsbare situatie thuis, nam Lazonder actief deel aan het verzet. Met een portefeuille vol valse papieren wist hij zich doorgaans uit moeilijke situaties te redden, maar ook moest hij verschillende keren onderduiken.
Reeds in Nieuw Vennep stond Lazonder erom bekend dat hij fel uit kon halen naar de Duitsers. Toen hij in Den Haag, eind december 1944, hoorde van het overlijden van zijn broer Kees (een van de Tien van Renesse), kon hij zich in zijn zondagse preek op 28 december niet beheersen. Direct na de dienst werd hem van verschillende kanten aangeraden om onder te duiken, hetgeen hij toen voor korte tijd heeft gedaan. Hij dook onder in de Regentessekerk, onder de koninklijke loge, waar overigens meer mensen uit de wijk zich schuil hielden. Uit angst voor een huiszoeking heeft zijn vrouw de preek van die zondag (over de Kindermoord van Bethlehem) vernietigd. Ook daarna werd hij nog regelmatig gewaarschuwd dat hij gezocht werd en dat men hem zou komen arresteren. Ook dan dook hij onder in de Regentessekerk.

### Docent
Van 1946 tot 1973 was hij tevens docent Godsdienst aan ’s-Gravenhaags Christelijk Gymnasium Sorghvliet. Daarnaast was hij ook docent aan de Rijkskweekschool te ’s-Gravenhage (tegenwoordig PABO).

### Liedboek voor de Kerken
Lazonder had een grote belangstelling voor liturgie. Gedurende zijn hele loopbaan gaf hij hier blijk van door deel te nemen aan allerlei kerkelijke commissies op dit vlak. In de laatste fase van zijn leven vervulde hij als voorzitter van de Interkerkelijke Commissie voor de Gezangen een belangrijke rol bij de uiteindelijke totstandkoming van het Liedboek voor de Kerken. De totstandkoming van het Liedboek voor de Kerken wordt in de literatuur over het algemeen gezien als verdienste van Prof.dr.E.L. Smelik. Prof. Smelik (zie ook: Kerklied) werd in 1952 benoemd tot voorzitter van de hervormde commissie voor een nieuw gezangboek. Hij leidde deze commissie “met vaste hand en zeer duidelijke opvattingen”. Uiteindelijk leidde dit in 1965 tot een 713 liederen tellend concept voor een nieuw gezangboek voor de Hervormde Kerk.
Omdat inmiddels andere kerken de wens tot samenwerking hadden uitgesproken, werd in 1966 de Interkerkelijke Commissie voor de Gezangen gevormd, met Smelik als voorzitter en Lazonder als secretaris. Het doel van deze commissie was een Liedboek samen te stellen dat acceptabel was voor alle participerende kerken. Deze oecumenische verbreding leidde tot vele jaren van praten, onderhandelen en compromissen sluiten. Smelik was daarvoor niet de geschiktste man. Toen bovendien het aantal liederen, vanwege de hanteerbaarheid en betaalbaarheid van het liedboek, beperkt moest worden, was dit voor Smelik zo’n teleurstelling, dat hij zijn voorzitterschap eraan gaf. Hij werd opgevolgd door Lazonder, “die al jaren de wijze geduldige secretaris van de Hervormde commissie was geweest”.
Ten behoeve van de uiteindelijke totstandkoming van het Liedboek onderhandelde ds. Lazonder “met grote volharding teneinde aanvaardbare oplossingen te vinden voor dichters, componisten, juristen (die zich bogen over auteurs- en uitvoeringsrechten) en theol[ogische] Beoordelaars, haast allen met soms tegengestelde belangen en uiteenlopende inzichten maar tenslotte eenstemmig in waardering voor zijn werk”. Na een overleg van enkele jaren legde de commissie een nieuw concept voor met 491 liederen, waaronder vele die niet tot het oorspronkelijke concept hadden behoord. Dit concept is in 1970 door alle participerende kerken aanvaard.
Dat de uiteindelijke totstandkoming van het Liedboek niet makkelijk was geweest, bleek uit het “Grotendeels ingeslikt gedicht” dat Willem Barnard, een van de dichters die vanaf het begin nauw betrokken was geweest bij de totstandkoming van het Liedboek, schreef naar aanleiding van het overlijden van Lazonder. In dit gedicht geeft hij uiting aan de irritatie “over de bemoeizucht en bevoogding van kerkelijke en theologische zijde in de gezangencommissie”. Als blijk van waardering voor zijn bijdrage aan de totstandkoming van het Liedboek, werd ds. Lazonder bij de presentatie van de eerste uitgave van het Liedboek te Middelburg koninklijk onderscheiden.
Fragment uit: Grotendeels ingeslikt gedicht
Nooit meer zal ik mij laten lijmen
Ambtelijk voor de kerk te rijmen
Met de synode officieel
Als een groot bot mes op de keel
Nooit meer zal ik mij laten lijmen
Als Simson bij de Filistijnen
Het praten van de dominees
Kortwiekt mijn lied en maakt mij hees

## Chronologie
- 25 juli 1908: geboren te Zoutelande
- 1928: Studie theologie
- voorzitter van de afdeling Utrecht van de Nederlands Christen Studenten Vereniging (NCSV)
- 1934-1935: Hervormd hulpprediker bij S.F.H.J. Berkelbach van der Sprenkel te Amsterdam
- 1935-1939: Hervormd predikant te Westmaas
- 1939-1943: Hervormd predikant te Nieuw-Vennep
- 1943-1970: Hervormd predikant van wijk 6 (Regentessekerk) te ’s-Gravenhage
- 1946-1973: docent Godsdienst aan ’s-Gravenhaags Christelijk Gymnasium Sorghvliet
- 1946: Raad van Advies (sociale sectie) van Nederlands Volksherstel van afdeling ’s-Gravenhage
- lidmaatschap van de Liturgische Kring (opgericht door G. van der Leeuw)
- secretaris van de redactie van het Jaarboek voor de Eredienst
- Bureau Bijzondere Kerkelijke Gezinszorg
- 195?: directeur Stichting Kerkelijk Sociale Arbeid (KSA)
- lid van Kerk en Vrede
- docent Rijkskweekschool te ‘s-Gravenhage
- 1958-1970: parttime secretaris van de Hervormde Raad voor Kerk en Eredienst
- Secretaris van Hervormde Gezangen commissie
- 196?-1973: voorzitter van de Interkerkelijke Commissie voor de Gezangen
- 1970-1973: Predikant voor buitengewone werkzaamheden: secretaris van de Hervormde Raad voor de Eredienst
- 10 juni 1974 overleden te Den Haag

- Biografisch Portaal: 06348709
- International Standard Name Identifier: 0000 0003 9577 5273
- Nederlandse Thesaurus van Auteursnamen: 074259741
- Virtual International Authority File: 290523023
- WorldCat: E39PBJhhwQqWMQXqCK3fv648YP